# Neodarwinismus
Unter Neodarwinismus versteht man in der Evolutionsbiologie das von August Weismann und Alfred Russel Wallace um 1890 ausgearbeitete Theoriensystem zur kausalen Erklärung des Artenwandels (Evolution). Ausgehend von Charles Darwins Hauptwerk On the Origin of Species (1859), haben Weismann und Wallace grundlegende Korrekturen und Ergänzungen des klassischen Darwinismus vorgenommen.

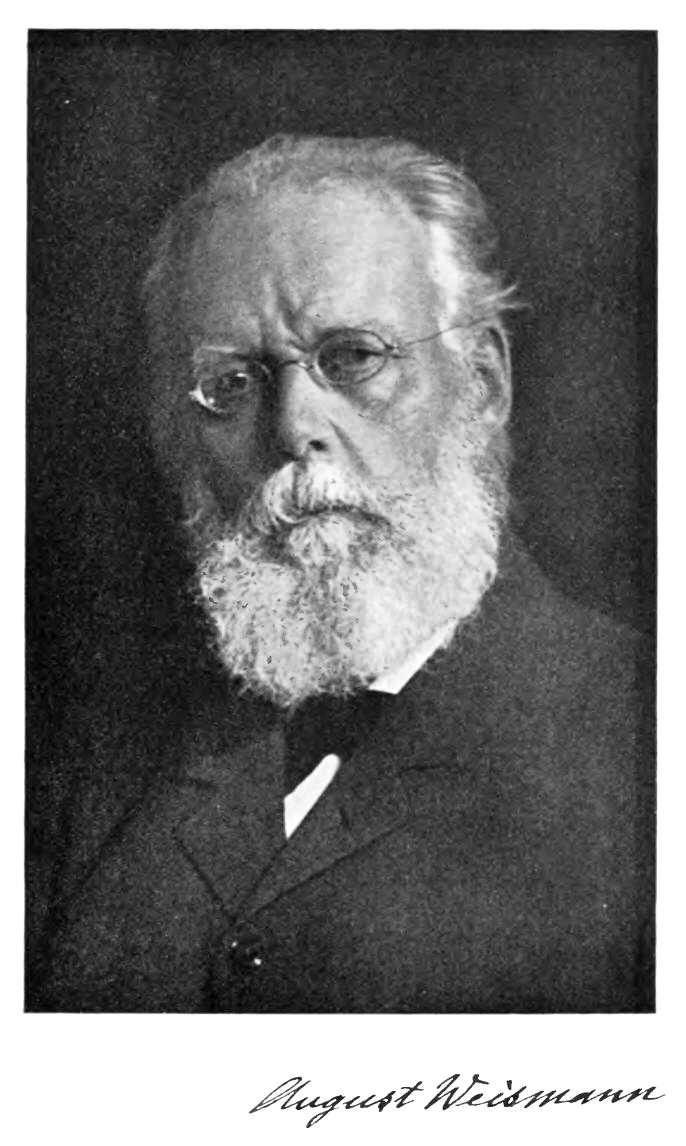
August Weismann (1834–1914), Hauptbegründer der Neodarwin’schen Theorie

## Darwins Irrtümer und Weismanns Korrekturen
Die Neodarwin’sche Theorie, auch Neodarwinismus (bzw. Weismannismus) genannt, ist eine maßgeblich von dem deutschen Evolutionsforscher August Weismann (1834–1914) formulierte Variante der Darwin’schen Abstammungslehre. Der Freiburger Zoologe hatte u. a. erkannt, dass es bei Tieren keine Vererbung erworbener Körpereigenschaften gibt, wie von Charles Darwin in seinem 1859 erschienenen Hauptwerk noch irrtümlicherweise angenommen. Weiterhin zog Weismann die Schlussfolgerung, dass die Ursache der Variabilität in Tier- und Pflanzenpopulationen, welche Darwin (1859) mit seiner fehlgeleiteten Pangenesis-Hypothese zu erklären versuchte, durch die zweigeschlechtliche Fortpflanzung (sexuelle Reproduktion) hervorgebracht wird. Außerdem formulierte Weismann das Konzept der Keimbahn-Soma-Differenzierung der Entwicklung von Mensch und Tier, ein Modell, das durch empirische Fakten bestätigt werden konnte. Nach Weismann entsteht Variabilität somit über Sexual-Vorgänge (Befruchtungen), wodurch sich die Nachkommen von den Eltern bzgl. zahlreicher Merkmale unterscheiden. Die dynamische natürliche Selektion (Darwin-Wallace-Prinzip) gibt dann die Richtung des Artenwandels vor, wobei langsame Umwelt-Veränderungen eine Anpassung (oder das Aussterben) herbeiführen. Eine Vererbung erworbener Eigenschaften, wie sie z. B. von Jean B. de Lamarck (1809) und Darwin (1859) vermutet wurde, konnte von Weismann experimentell (Mäuseschwanz-Amputationsversuche) wie auch theoretisch widerlegt werden. Um 1885 kam es zum Kampf um das Vererbungsproblem zwischen Neodarwinisten und Neolamarckisten. Unabhängig von Weismann kam Alfred Russel Wallace (1889) zu ähnlichen Schlussfolgerungen, sodass er als Mitbegründer der Neodarwin’schen Theorie gewürdigt wird.

## Sex und Evolution: Neodarwin’sche Diskussionen 2016
Der Zoologe, Zellbiologe und Genetiker August Weismann hatte die sexuelle Fortpflanzung als „Variationen-Generator“ interpretiert und damit seit 1892 eine Diskussion eröffnet, die bis heute andauert. Unzählige empirische Studien sowie theoretische Modelle (Computersimulationen usw.) haben gezeigt, dass „Sex zur Variabilität führt“. Bei Säugetieren (einschließlich des Menschen) konnte darüber hinaus belegt werden, dass die Männchen, bedingt durch eine geschlechts-spezifische, hohe Keimbahn-Mutationsrate (zahlreiche Mitosen während der Spermatogenese) in entscheidendem Maße die Variabilität innerhalb der Nachkommenschaft verursachen. Dieser Befund wurde in dem folgenden Satz zusammengefasst: „Männer sind gebär-unfähige Variationen-Generatoren“. Da sich nur Weibchen über Eizell-Produktion und einem nachfolgenden Sex-Akt, d. h. Befruchtung, fortpflanzen können, sind die Männchen für den Erhalt der Gruppe prinzipiell unnötig – sie schaffen aber nach Weismann biologische Vielfalt. Bei Umweltveränderungen kann das Organismen-Kollektiv, bedingt durch die vielfältige Nachkommenschaft, mit hoher Wahrscheinlichkeit erhalten bleiben, da in jeder Generation einige Zufalls-Varianten entstehen, die überleben und sich fortpflanzen können.

## Verwechslung mit der Synthetischen Theorie
Obwohl Ernst Mayr und andere Evolutionsforscher bzw. Biologiehistoriker wiederholt dargelegt haben, dass die Neodarwin’sche Theorie unser Bild von den Antriebskräften des Artenwandels um das Jahr 1900 wiedergibt, wird der Neodarwinismus regelmäßig mit seiner Weiterentwicklung, der „Synthetischen Theorie der biologischen Evolution“, verwechselt. Dieses Aussage-System zur Beschreibung und Erklärung des Artenwandels schließt die evolutionäre Synthese der 1940er-Jahre ein (u. a. Integration der Mendel’schen Vererbungsgesetze bzw. Populationsgenetik als Komponenten zur Erklärung des Evolutionsgeschehens). Ende der 1990er-Jahre wurde die in sechs zentralen Thesen zusammenfassbare Synthetische Theorie, die in illustrierten Schemata veranschaulicht werden können zur „Erweiterten Synthetischen Theorie der biologischen Evolution“ (expanded synthesis) ausgebaut. In diesem komplexen Theoriensystem, welches mit der Wissenschaftsdisziplin „Evolutionsbiologie“ gleichzusetzen ist, sind auch die Symbiogenese, die Epigenetik, u. a. Teilgebiete der Bio- und Geowissenschaften als integrale Komponenten enthalten. Eine Gleichsetzung der von Weismann (und Wallace) um 1890 entwickelten Neodarwin’schen Theorie mit der ca. 1950 gegründeten Wissenschaftsdisziplin Evolutionsbiologie (bzw. der expanded synthesis) ist unzutreffend und sollte vermieden werden.

## Weltanschauliche Fehldeutungen
Der Begriff „Neodarwinismus“ wird gelegentlich von bibeltreuen Kreationisten und säkularen Gegnern der Evolutionstheorie verwendet, um die Wissenschaftsdisziplin Evolutionsbiologie als darwinistische „Ein-Mann-Ideologie“ zu diskreditieren. Dieser Missbrauch eines Fachterminus aus der Biologie-Historiographie, sowie die damit verbundene Abwertung der Leistungen des „Sex-Forschers“ August Weismann, ist problematisch. Das Wort „Neodarwinismus“ ist heute nur noch von historischer Bedeutung, da die Kernthesen von Weismann (und Wallace) ergänzt bzw. verfeinert werden konnten und integrale Bestandteile der Wissenschaftsdisziplinen Evolutionsbiologie und Anthropologie darstellen.